# Eli Aflalo
Eli Aflalo (Hebreeuws: אלי אפללו) (Casablanca, 8 september 1952) is een Israëlisch politicus.
Aflalo is geboren in Marokko maar emigreerde in 1962 naar Israël. Van 17 februari 2003 tot 4 februari 2013 zat hij in de Knesset, in eerste instantie voor Likoed, vanaf eind 2005 voor Kadima.
Aflalo was ook van maart 2005 tot mei 2006 staatssecretaris van industrie, handel en arbeid in de tweede regering van premier Sharon, daarna fractievoorzitter van Kadima alsmede leider van de regeringscoalitie en vervolgens van juli 2008 tot maart 2009 minister van immigratie in de regering van premier Olmert.
Begin 2010 overwoog hij Kadima te verlaten en een eigen parlementaire fractie te vormen of terug te keren naar Likoed. De reden hiertoe was dat hij Kadima-leidster Tzipi Livni verweet de partij te veel in de linkerhoek te hebben gebracht en haar niet meer geloofwaardig te vinden.